# Roger Royer
Roger Royer de son vrai nom Roger Marchi est un comédien français de cinéma, théâtre et télévision, ayant débuté à l'écran en 1936, et dont la carrière se prolonge jusqu'au début des années 1980.
Au grand écran, il s'est principalement illustré dans le Napoléon de Sacha Guitry, à la fin duquel il interprétait le maréchal Maurice de Saxe, et dans Si Paris nous était conté où il tenait divers rôles, dont celui d'un officier de police dans l'épisode consacré à la Fronde. Il apparaîtra également dans le dernier film de Guitry, Les trois font la paire.
À la télévision, on le retrouve notamment dans la série Arsène Lupin avec Georges Descrières où il joue le rôle d'un maître d'hôtel donnant la réplique au détective Herlock Sholmès (Arsène Lupin contre Herlock Sholmès).

## Filmographie abrégée
- 1936 : Le Roman d'un tricheur (Sacha Guitry)
- 1954 : Napoléon (Sacha Guitry)
- 1955 : Si Paris nous était conté (Sacha Guitry)
- 1957 : Les trois font la paire (Sacha Guitry et Clément Duhour) (à confirmer)

## Théâtre
- 1960 : La Résistible Ascension d'Arturo Ui de Bertolt Brecht, mise en scène Jean Vilar et Georges Wilson, TNP Théâtre de Chaillot